# Ololygon argyreornata
Ololygon argyreornata é uma espécie de anfíbio da família Hylidae. Endêmica do Brasil, pode ser encontrada nos estados da Bahia, Espírito Santo, Minas Gerais, Rio de Janeiro e São Paulo.